# Riedbahnbrücke West
Die Riedbahnbrücke West, auch Westliche Riedbahnbrücke genannt, ist eine Eisenbahnbrücke in Mannheim und die letzte Brücke über den Neckar vor dessen Mündung in den Rhein. Sie verläuft bei Neckar-km 1,88, etwa 300 m flussabwärts von der Jungbuschbrücke, zwischen den Stadtteilen Innenstadt/Jungbusch und Neckarstadt-West.

## Westliche Einführung der Riedbahn
Die Riedbahnbrücke West wurde 1985 fertiggestellt als Teil der zweigleisigen „Westlichen Einführung der Riedbahn“, die von Norden westlich an der Mannheimer Innenstadt vorbei in den Mannheimer Hauptbahnhof führt. Diese ist im Hafengebiet als eine 2200 m lange aufgeständerte Fahrbahn realisiert. Die Riedbahnbrücke West stellt deren Verbindung über den Neckar her. Auf der Strecke verkehren heute Regionalzüge des  Verkehrsverbundes Rhein-Neckar sowie drei ICE-Linien, die Süddeutschland mit Berlin, Hamburg, Köln und Dortmund verbinden. Auch die französischen TGV-Züge zwischen Frankfurt und Paris sowie Frankfurt und Marseille verkehren hier.

## Beschreibung
Konstruktiv ist die Riedbahnbrücke West eine Stabbogenbrücke (Langerscher Balken) mit einem Stahlbogen und abgehängter Fahrbahntafel über der Stromöffnung. Die Bogenrippen sind durch ein X-Fachwerk miteinander verbunden. Die Bogenspannweite der in 21 m Höhe verlaufenden Brücke beträgt 120 m. Der Fahrbahnträger läuft am Neckarufer auch über die Seitenfelder des Flutbereiches weiter.